# Hazel Franke
Hazel Michalene Annette Franke (* 6. Juli 1991 in Buchholz in der Nordheide, Niedersachsen) ist eine deutsche Schauspielerin.

## Filmografie

### Fernsehen
- 2000: Ein Geschenk der Liebe (Hauptrolle)
- 2000: Im Fadenkreuz III
- 2001–2002: Drei mit Herz (Fernsehserie)
- 2003: Die Albertis (Zweiteiler)
- 2003: Die Rettungsflieger (Fernsehserie, Folge 65 Königskinder)
- 2004: Die Albertis (Fernsehserie)
- 2005: Durch Himmel und Hölle (Nebenrolle)
- 2005: Großstadtrevier (Fernsehserie, Folge 229 Fundsachen)
- 2007: Notruf Hafenkante (Fernsehserie, Folge 21 Der Lange Weg zurück)
- 2007: Da kommt Kalle (Fernsehserie, 2. Staffel Folge 4 Das Versprechen)
- 2010: Da kommt Kalle (Fernsehserie, 4. Staffel Folge 16 Schnuppermassage)